# Milan Roćen
Mgr. Milan Roćen (narozen 23. listopadu 1950, Žabljak, SR Černá Hora, Jugoslávie) je černohorský politik, ekonom a žurnalista. V letech 2006 až 2012 zastával funkci ministra zahraničních věcí Černé Hory.

## Život
Narodil se 23. listopadu 1950 v Žabljaku. Vystudoval politologickou fakultu Bělehradské univerzity. V letech 1976-1979 pracoval jako novinář v bělehradském týdeníku Ekonomska politka. V letech 1979 a 1988 byl členem a funkcionářem černohorské odnože Svazu komunistů Jugoslávie.
Během své politické kariéry pracoval jako náměstek ministra zahraničních věcí, černohorský velvyslanec v Rusku, Kazachstánu, Uzbekistánu, Turkmenistánu, Tádžikistánu, Kyrgyzstánu a Gruzii, nebo hlavním poradcem předsedy vlády Černé Hory.
Je ženatý, s manželkou Stanislavou mají syna Filipa.
Ministr Roćen hovoří černohorsky a také plynně rusky.